# Marzena Skotnicówna
Marzena Skotnicówna (* 13. Oktober 1911 in Zakopane; † 6. Oktober 1929 in der Hohen Tatra) war eine polnische Bergsteigerin.
Sie war trotz ihres jugendlichen Alters eine der führenden Bergsteigerinnen ihrer Zeit und war Mitglied der Sektion des Akademicki Związek Sportowy in Krakau. Zu wichtigen ersten Schritten in ihrer Karriere zählen: Nordwand des Kozie Czuby (2263 m – 1929, zusammen mit Zofia Galicówna), erste Durchsteigung der Nordwand des Kleinen Spitzen Turms, der erste Durchstieg durch die  Ostwand des Žltá stena (2169 m – 1929), die erste Besteigung des Nordwand der Gantgruppe und die Erstbesteigung von Norden der Fünfseenspitze (2515 m – 1929).
Oft kletterte sie mit ihrer jüngeren Schwester Lida Skotnicówna zusammen, unter anderem bewältigten sie die Nordwestwand des Mnich (2068 m). Gemeinsam mit ihr kam sie am Berg um beim Versuch, die Südwand des Zamarła Turnia (2129 m) zu ersteigen.
Marzena Skotnicówna war mit Julian Przyboś verlobt, der ihr das Gedicht „Z Tatr. Pamięci taterniczki, która zginęła na Zamarłej Turni“ (Aus der Tatra. Zum Gedächtnis einer Tatrabergsteigerin, die am Zamarła Turnia starb) widmete.
Sie ist zusammen mit ihrer Schwester Lida in Zakopane auf dem neuen Friedhof an der Nowotarska-Straße begraben.